# 香港特別行政区が国家安全を守るための法律制度と執行メカニズムの確立・健全化に関する全国人民代表大会の決定
香港特別行政区が国家安全を守るための法律制度と執行メカニズムの確立・健全化に関する全国人民代表大会の決定（ホンコンとくべつぎょうせいくがこっかあんぜんをまもるためのほうりつせいどとしっこうメカニズムのかくりつ・けんぜんかにかんするぜんこくじんみんだいひょうたいかいのけってい、中: 全国人民代表大会关于建立健全香港特别行政区维护国家安全的法律制度和执行机制的决定）は、香港特別行政区を適用範囲とする『国家安全法』を整備する権限を付与した中華人民共和国全国人民代表大会の決定。
2020年5月28日の第13期全国人民代表大会第3回会議で可決され、『香港国家安全維持法』制定の法的根拠となった。

## 決定採択までの経緯

### 第十九期四中全会
2019年10月31日、中国共産党第19期中央委員会第4回全体会議（四中全会）において『中国の特色ある社会主義制度の堅持と整備、国家ガバナンスのシステムと能力の現代化の推進における若干の重大な問題に関する中共中央の決定』（中: 中共中央关于坚持和完善中国特色社会主义制度、推进国家治理体系和治理能力现代化若干重大问题的决定）が審議・採択された。同決定には「特別行政区が国家安全を守るための法制度と執行メカニズムを確立・健全化し、特別行政区の法執行力の強化を支援する」と記されるなど、特別行政区の国家安全維持に関する中国共産党の活動方針が定められた。

### 第13期全人代第3回会議での決定採択
2020年5月18日、第13期全国人民代表大会常務委員会（全人代常務委員会）第18回会議は国務院が提出した『香港特別行政区が国家安全を守るための状況に関する国務院の報告』の説明を聴取し、審議を行った。
同日、全国人民代表大会常務委員会法制工作委員会は『香港特別行政区が国家安全を守るための法律制度と執行メカニズムの確立・健全化に関する全国人民代表大会の決定（通称：香港国家安全法、香港版国家安全法）』の起草を完了し、全人代常務委員会の審議に付した。全人代常務委員会会議は草案の審議を行い、5月22日開幕の第13期全国人民代表大会第3回会議に提出することを決定した。
提出された草案は5月22日の全人代会議で全人代常務委員会副委員長の王晨による趣旨説明が行われた後、全人代会議の3回の審議を経て修正され、5月28日の全人代会議で採決が行われ、賛成2,878票、反対1票、棄権6票で採択された（後述）。

## 採決結果
本決定案は5月28日午後3時（日本時間午後4時）からの全人代会議で『全国人民代表大会常務委員会提出議案「香港特別行政区が国家安全を守るための法律制度と執行メカニズムの確立・健全化に関する全国人民代表大会の決定（草案）の採択について」（《全国人民代表大会常务委员会关于提请审议〈全國人民代表大會關於建立健全香港特別行政區維護國家安全的法律制度和執行機制的決定（草案）〉的议案》）』として採決にかけられ、以下の結果で採択された。
| 採決議案名 | 賛成    | 反対 | 棄権 | 未按表决器 | 欠席 | 出席代表通過率 | 法定投票率 |
| --- | ------- | ---- | ---- | ---------- | ---- | -------------- | ---------- |
| 全国人民代表大会常務委員会提出議案「『香港特別行政区が国家安全を守るための法律制度と執行メカニズムの確立・健全化に関する全国人民代表大会の決定（草案）』の採択について」 | 2,878票 | 1票  | 6票  | 1人        | 70人 | 99.76%         | 96.58%     |

## 決定の内容
この決定は香港国家安全維持法制に対する立法方針と、全人代から全人代常務委員会へ同法制を整備する権限を付与すること、関係する法律の制定後に香港政府が公布し、即日施行することなどを定めている。
なお、香港国家安全維持法制を香港立法会が審議する機会はない。

## 決定採択後
『決定』採択によって香港特別行政区を適用範囲とする『国家安全法』を整備する権限を付与された全国人民代表大会常務委員会は『香港版国家安全法』の制定に着手し、2020年6月30日の全国人民代表大会常務委員会で『中華人民共和国香港特別行政区国家安全維持法』と同法を香港特別行政区基本法の付属文書に追加する決定を全会一致（162票）で可決、習近平国家主席（党総書記・最高指導者）と林鄭月娥行政長官の公布により、現地時間同日夜11時（日本時間7月1日午前0時）より施行された。